# فلونيكسين
فلونيكسين (بالإنجليزية: Flunixin)‏ هو دواء من زمرة مضادات الالتهاب غير الستيرويدية (NSAID) يستعمل لعلاج الألم والحمى والالتهاب. 
 